# アドリアーノ・モラエス
アドリアーノ・モラエス（Adriano Moraes、1989年4月21日 - ）は、ブラジルの男性総合格闘家。ブラジリア出身。コンストリクター・チーム／アメリカン・トップチーム所属。元ONE世界フライ級王者。ONE世界フライ級ランキング1位。

## 来歴
ブラジリア連邦直轄区ブラジリアで生まれる。生後間もなく母親から育児放棄を受けたため3年間孤児院で過ごし、その後は養子縁組として別の家族に引き取られた。幼少期から柔道やカポエイラを経験し、その後は護身のためにブラジリアン柔術を始めた。2014年には柔術北米選手権（ノーギ）で優勝を果たしている。

### 総合格闘技
2011年、プロ総合格闘技デビュー。2013年に修斗南米大陸フライ級王座を獲得した。

### ONE Championship
2013年11月15日、ONE初参戦となったONE Fighting Championship: Warrior Spiritでユサップ・サーデュラエフと対戦し、1-2の判定負け。キャリア初黒星を喫した。

#### ONE世界王座獲得
2014年9月12日、ONE Fighting Championship: Rise of the KingdomのONE世界フライ級王座決定戦でゲヘ・エウスタキーオと対戦し、ギロチンチョークで2R一本勝ち。王座獲得に成功した。
2015年3月13日、ONE Championship: Age of ChampionsのONE世界フライ級タイトルマッチで挑戦者渋谷莉孔と対戦し、3-0の5R判定勝ち。王座の初防衛に成功した。

#### 世界王座陥落
2015年11月21日、ONE Championship: Dynasty of ChampionsのONE世界フライ級タイトルマッチで挑戦者カイラット・アクメトフと対戦し、1-2の5R判定負け。王座から陥落した。

#### ONE世界王座再獲得
2016年8月13日、ONE Championship: Heroes of the WorldのONE世界フライ級暫定王座決定戦でタイレック・バティロフと対戦し、リアネイキドチョークで2R一本勝ち。暫定王座獲得に成功した。
2017年8月5日、ONE Championship: Kings and ConquerorsのONE世界フライ王座統一戦で正規王者カイラット・アクメトフと再戦し、3-0の5R判定勝ち。王座統一に成功し、リベンジを果たした。
2017年11月10日、ONE Championship: Legends of the WorldのONE世界フライ級タイトルマッチで挑戦者ダニー・キンガッドと対戦し、リアネイキドチョークで1R一本勝ち。王座の初防衛に成功した。

#### 世界王座陥落
2018年6月23日、ONE Championship: Pinnacle of PowerのONE世界フライ級タイトルマッチで挑戦者ゲヘ・エウスタキーオと対戦し、1-2の5R判定負け。王座から陥落し、リベンジを許した。

#### 3度目のONE世界王座獲得
2019年1月25日、ONE Championship: Hero's AscentのONE世界フライ級タイトルマッチで王者ゲヘ・エウスタキーオとラバーマッチを行い、3-0の5R判定勝ち。3度目の王座獲得に成功し、エウスタキーオとの対戦成績を2勝1敗とした。
2021年4月7日、ONE on TNT 1のONE世界フライ級タイトルマッチでフライ級ランキング1位の元UFC世界フライ級王者デメトリアス・ジョンソンと対戦。2Rに右アッパーでダウンを奪い、追撃のグラウンドの左膝蹴りとパウンドでKO勝ち。王座の初防衛に成功した。
2022年3月26日、ONE Championship: ONE XのONE世界フライ級タイトルマッチでフライ級ランキング2位の挑戦者若松佑弥と対戦し、タックルに合わせたカウンターのギロチンチョークで3R一本勝ち。2度目の王座防衛に成功した。

#### 世界王座陥落
2022年8月27日、ONE on Prime Video 1のONE世界フライ級タイトルマッチでフライ級ランキング1位の元UFC世界フライ級王者デメトリアス・ジョンソンと再戦し、右ストレートでぐらつき追撃の左飛び膝蹴りで4RKO負け。王座から陥落し、リベンジを許した。
2023年5月5日、ONE Fight Night 10のONE世界フライ級タイトルマッチで王者デメトリアス・ジョンソンとラバーマッチを行い、0-3の5R判定負け。王座返り咲きに失敗した。
2025年3月23日：ONE 172: Takeru vs. RodtangのONEフライ級王座決定戦で若松佑弥と3年ぶりに再戦。前王者デメトリアス・ジョンソンの引退に伴い空位となったONEフライ級王座を賭けた試合はスタンドパンチ連打からのバウンドで1RTKO負け。雪辱を許すと共に王座返り咲きに失敗した。

## 戦績
| 総合格闘技 戦績 | 総合格闘技 戦績 | 総合格闘技 戦績 | 総合格闘技 戦績 | 総合格闘技 戦績 | 総合格闘技 戦績 | 総合格闘技 戦績 |
| --------------- | --------------- | --------------- | --------------- | --------------- | --------------- | --------------- |
| 27 試合         | (T)KO           | 一本            | 判定            | その他          | 引き分け        | 無効試合        |
| 21 勝           | 4               | 11              | 6               | 0               | 0               | 0               |
| 6 敗            | 2               | 0               | 4               | 0               | 0               | 0               |

| 勝敗 | 対戦相手                                         | 試合結果                                   | 大会名                                                                       | 開催年月日     |
| ×    | 若松佑弥                                         | 1R 3:39 TKO（スタンドパンチ連打→パウンド） | ONE 172: Takeru vs. Rodtang 【ONE世界フライ級王座決定戦】                    | 2025年3月23日  |
| ○    | ダニー・キンガッド                               | 2R 4:14 ギロチンチョーク                   | ONE 169: Malykhin vs. Reug Reug                                              | 2024年11月9日  |
| ×    | デメトリアス・ジョンソン                         | 5分5R終了 判定0-3                          | ONE Fight Night 10: Johnson vs. Moraes 3 【ONE世界フライ級タイトルマッチ】   | 2023年5月5日   |
| ×    | デメトリアス・ジョンソン                         | 4R 3:50 KO（右ストレート→左飛び膝蹴り）    | ONE on Prime Video 1: Moraes vs. Johnson 2 【ONE世界フライ級タイトルマッチ】 | 2022年8月27日  |
| ○    | 若松佑弥                                         | 3R 3:58 ギロチンチョーク                   | ONE Championship: ONE X 【ONE世界フライ級タイトルマッチ】                    | 2022年3月26日  |
| ○    | デメトリアス・ジョンソン                         | 2R 2:24 KO（グラウンドの膝蹴り→パウンド)   | ONE on TNT 1 【ONE世界フライ級タイトルマッチ】                               | 2021年4月7日   |
| ○    | ゲヘ・エウスタキーオ                             | 5分5R終了 判定3-0                          | ONE Championship: Hero's Ascent 【ONE世界フライ級タイトルマッチ】            | 2019年1月25日  |
| ×    | ゲヘ・エウスタキーオ                             | 5分5R終了 判定1-2                          | ONE Championship: Pinnacle of Power 【ONE世界フライ級タイトルマッチ】        | 2018年6月23日  |
| ○    | ダニー・キンガッド                               | 1R 4:45 リアネイキドチョーク               | ONE Championship: Legends of the World 【ONE世界フライ級タイトルマッチ】     | 2017年11月10日 |
| ○    | カイラット・アクメトフ                           | 5分5R終了 判定3-0                          | ONE Championship: Kings and Conquerors 【ONE世界フライ級王座統一戦】         | 2017年8月5日   |
| ○    | タイレック・バティロフ                           | 2R 4:49 リアネイキドチョーク               | ONE Championship: Heroes of the World 【ONE世界フライ級暫定王座決定戦】      | 2016年8月13日  |
| ○    | ユージン・トケロ                                 | 1R 4:53 ブラボチョーク                     | ONE Championship：Union of Warriors                                          | 2016年3月18日  |
| ×    | カイラット・アクメトフ                           | 5分5R終了 判定1-2                          | ONE Championship: Dynasty of Champions 【ONE世界フライ級タイトルマッチ】     | 2016年11月21日 |
| ○    | 渋谷莉孔                                         | 5分5R終了 判定3-0                          | ONE Championship: Age of Champions 【ONE世界フライ級タイトルマッチ】         | 2015年3月13日  |
| ○    | ゲヘ・エウスタキーオ                             | 2R 3:45 ギロチンチョーク                   | ONE FC: Rise of the Kingdom 【ONE世界フライ級王座決定戦】                    | 2014年9月12日  |
| ○    | ランボー宏輔                                     | 3R 1:25 肩固め                             | ONE FC: Era of Champions                                                     | 2014年6月14日  |
| ○    | 漆谷康宏                                         | 2R 3:48 リアネイキドチョーク               | ONE FC: War of Nations                                                       | 2014年3月14日  |
| ×    | ユサップ・サーデュラエフ                         | 5分3R終了 判定1-2                          | ONE FC: Warrior Spirit                                                       | 2013年11月15日 |
| ○    | ディレノ・ロペス                                 | 3R TKO（ミドルキック）                     | Shooto Brazil 40 【修斗南米大陸フライ級王座決定戦】                          | 2014年2月28日  |
| ○    | ホセ・マルコス・リマ・サンティアゴ・ジュニオール | 5分3R終了 判定3-0                          | Shooto Brazil 39                                                             | 2013年11月22日 |
| ○    | カルロス・ソウザ・アルメイダ                     | 2R 2:20 リアネイキドチョーク               | Octagon Rounds Fight 2                                                       | 2013年4月13日  |
| ○    | アルド・アリエル・ヴィラルバ                     | 1R 1:30 肩固め                             | Pro Mix Fight 7                                                              | 2013年3月9日   |
| ○    | マイケル・ウィリアム・コスタ                     | 5分3R終了 判定3-0                          | Shooto Brazil 34                                                             | 2012年9月21日  |
| ○    | レオナルド・モウラ                               | 5分3R終了 判定3-0                          | Encontro Fight 2                                                             | 2012年7月27日  |
| ○    | ジョン・レーノ                                   | 1R KO（膝蹴り）                            | Rockstrike MMA                                                               | 2012年5月26日  |
| ○    | ジェームス・カルヴァーリョ                       | 1R 1:55 TKO（肘打ち）                      | Precol Combat 7                                                              | 2012年5月5日   |
| ○    | イスマエル・ボンフィム                           | 1R 2:55 ギロチンチョーク                   | Precol Combat 5                                                              | 2011年9月4日   |

## 獲得タイトル
- 初代ONE世界フライ級王座（2014年）
- ONE世界フライ級暫定王座（2016年）
- 第3代ONE世界フライ級王座（2017年）
- 第5代ONE世界フライ級王座（2019年）
- 修斗南米大陸フライ級王座（2013年）